# 斯特雷特福德和厄姆斯頓 (英國國會選區)

選區在大曼徹斯特郡的位置

斯特雷特福德和厄姆斯頓（英語：Stretford and Urmston），英國國會一自治市選區，位於大曼徹斯特郡特拉福德北部、曼徹斯特西南，包括九個地方選區。
自1997年以來一直支持工黨。在2010年大選中，凱特·格林以39.6%選票首次當選，繼承了比弗利·休斯留下的議席。